# Saldanha (Palência)
Saldanha (em castelhano: Saldaña) é um município da Espanha na província de Palência, comunidade autónoma de Castela e Leão, de área 131,95 km² com população de 3032 habitantes (2012) e densidade populacional de 22,98 hab/km².

## Demografia
| Variação demográfica do município entre 1991 e 2012 | Variação demográfica do município entre 1991 e 2012 | Variação demográfica do município entre 1991 e 2012 | Variação demográfica do município entre 1991 e 2012 | Variação demográfica do município entre 1991 e 2012 | Variação demográfica do município entre 1991 e 2012 |
| --------------------------------------------------- | --------------------------------------------------- | --------------------------------------------------- | --------------------------------------------------- | --------------------------------------------------- | --------------------------------------------------- |
| 1991                                                | 1996                                                | 2001                                                | 2004                                                | 2007                                                | 2012                                                |
| 3173                                                | 3183                                                | 3183                                                | 3077                                                | 3083                                                | 3032                                                |